# شهرضا
شهرضا (سابقا قمشة) مدينة إيرانية تقع في محافظة أصفهان، تقع على 508 كم جنوب طهران، و 80 كم جنوب غرب مدينة أصفهان. يبلغ عدد سكانها 108,299 حسب إحصاء عام 2006 م. من أعلامها الأديب مهدي إلهي قمشة اي.

## أعلام
- محمد إبراهيم همت
- فريد كريمي
- كامران نزهت